# 米日科洛季亞日涅
48°8′14″N 31°14′37″E / 48.13722°N 31.24361°E
米日科洛季亞日涅（烏克蘭語：Міжколодяжне），是烏克蘭中部的村莊，隸屬基洛夫格勒州的新烏克蘭卡區。該村始建於1864年，面積1.25平方公里，海拔高度163米，2001年人口190，人口密度每平方公里152人。